# Larimichthys polyactis
Cá lù đù vàng nhỏ hay còn gọi là cá đỏ dạ nhỏ (Danh pháp khoa học: Larimichthys polyactis) là một loài cá trong họ cá lù đù (Sciaenidae). 
Tên gọi Anh-Mỹ là Yellow croaker, redlip croaker. Tiếng Pháp: Courbine jaune. Tiếng Trung là Hoàng ngư (huang-yu), Tiểu hoàng ngư (xiao huang-yu). 

## Phân bố
Cá lù đù vàng nhỏ phân bố tại vùng biển Đông, trong Vịnh Bắc Bộ và đôi khi tại vùng ven biển miền Trung Việt Nam còn đánh bắt được loài này. Cá phân bố phần lớn trong khu vực phía Tây-Bắc Thái Bình Dương tại vùng biển Bắc Trung Hoa, vùng Mãn Châu, Triều Tiên và miền Bắc Nhật Bản. 

## Đặc điểm
Cá có hình dạng rất giống với Cá Đù Vàng, thân màu vàng cam có thể lớn tối đa đến 42 cm. Vài điểm khác biệt như răng chỉ xếp thành một hang nơi hàm dưới, Vây lưng phần thứ nhất có 10 tia cứng và phần thứ nhì có 31-37 tia mềm. Vây hậu môn có 2 gai và 9-10 tia mềm. Tổng số lượng đánh bắt trên thế giới năm 2005, theo FAO lên đến trên 350 ngàn tấn, Trung Hoa chiêm phần lớn với 310 ngàn. Dùng làm thực phẩm dưới dạng cá tươi, cá khô tại Trung Hoa, Nam Hàn và Nhật Bản.